# Paweł Tomczyk
Paweł Tomczyk (ur. 4 maja 1998 w Poznaniu) – polski piłkarz występujący na pozycji napastnika w Chełmiance Chełm.

## Kariera klubowa
Wychowanek Lecha Poznań, jako junior występował w Centralnej Lidze Juniorów (został jej królem strzelców w sezonie 2015/2016 z dorobkiem 21 bramek). W sezonie 2015/2016 oprócz gry w CLJ, zadebiutował również w rezerwach Lecha w III lidze.
W pierwszym zespole Lecha Poznań i jednocześnie w Ekstraklasie zadebiutował 17 grudnia 2016 roku w zremisowanym spotkaniu z Cracovią (1:1), w którym wszedł na boisko w 83 minucie.
20 lipca 2017 roku został wypożyczony na sezon do Podbeskidzia Bielsko-Biała. Na wypożyczeniu rozegrał w I lidze 31 meczów, zdobywając 11 bramek.
30 czerwca 2018 roku powrócił do Lecha. 12 lipca 2018 roku zadebiutował w Lidze Europy w meczu pierwszej rundy eliminacji z ormiańskim Gandzasarem (2:0).
Pierwszego gola w najwyższej polskiej klasie rozgrywkowej strzelił 12 sierpnia 2018 roku w wygranym meczu z Zagłębiem Sosnowiec (4:0). 
13 stycznia 2021 podpisał półtoraroczny kontrakt z Widzewem Łódź. Zadebiutował 20 lutego 2021 w meczu I ligi z Koroną Kielce, zdobywając także pierwszą bramkę dla klubu. W lutym 2023 został zawodnikiem Polonii Warszawa.

## Kariera reprezentacyjna
W roku 2016 dwukrotnie wystąpił w reprezentacji Polski U-19. Były to mecze eliminacyjne do mistrzostw Europy U-19. Zdobył w nich jedną bramkę.
W barwach reprezentacji Polski U-21 rozegrał 5 meczów w kwalifikacjach do mistrzostw Europy U-21 w Polsce (2017), strzelając 3 bramki w meczach z reprezentacjami: Finlandii, Litwy oraz Danii.

## Sukcesy

### Klubowe

#### Piast Gliwice
- Mistrz Polski (1): 2018/2019[5]

### Indywidualne
- Król strzelców Centralnej Ligi Juniorów: 2013/2014 (21 goli)